# Fijikroknäbb
Fijikroknäbb (Clytorhynchus nigrogularis) är en fågel i familjen monarker inom ordningen tättingar.

## Utbredning och systematik
Fågeln förekommer enbart i bergstrakter på Fiji. Tidigare betraktas den och nendokroknäbb (C. sanctaecrucis) utgöra samma art. 

## Status
IUCN kategoriserar arten som nära hotad.